# هيرب درينكووتر
هيرب درينكووتر هو سياسي أمريكي، ولد في 1936 في باتافيا في الولايات المتحدة، وتوفي في 28 ديسمبر 1997.